# 1704년
1704년은 화요일로 시작하는 윤년이다.

## 연호
- 청(淸) 강희(康熙) 43년
- 일본(日本) 겐로쿠(元禄) 17년 / 호에이(宝永) 원년
- 후 레 왕조(後黎朝) 찐호아(正和) 25년

## 기년
- 류큐(琉球) 쇼테이왕(尚貞王) 36년
- 청(淸) 성조 강희제(聖祖 康熙帝) 43년
- 조선(朝鮮) 숙종(肅宗) 30년
- 후 레 왕조(後黎朝) 희종(熙宗) 29년

## 사건
- 후에 영조가 되는 연잉군이 정성왕후와 혼인했다.
- 8월 13일 - 블렌하임 전투에서 말버러 공작과 사부아 공자 외젠이 이끄는 잉글랜드, 신성로마제국 연합군이 프랑스, 바이에른 연합군을 격파하다. 이 전투는 스페인 왕위계승전쟁의 중요한 전환점이 되었다.

## 사망
- 10월 28일 - 영국의 계몽주의 철학자 존 로크
- 청은부원군 심호 - 단의왕후의 아버지, 경종의 장인